# Battus philenor
Battus philenor är en fjärilsart som först beskrevs av Linnaues 1771.  Battus philenor ingår i släktet Battus och familjen riddarfjärilar. Inga underarter finns listade i Catalogue of Life.

## Bildgalleri

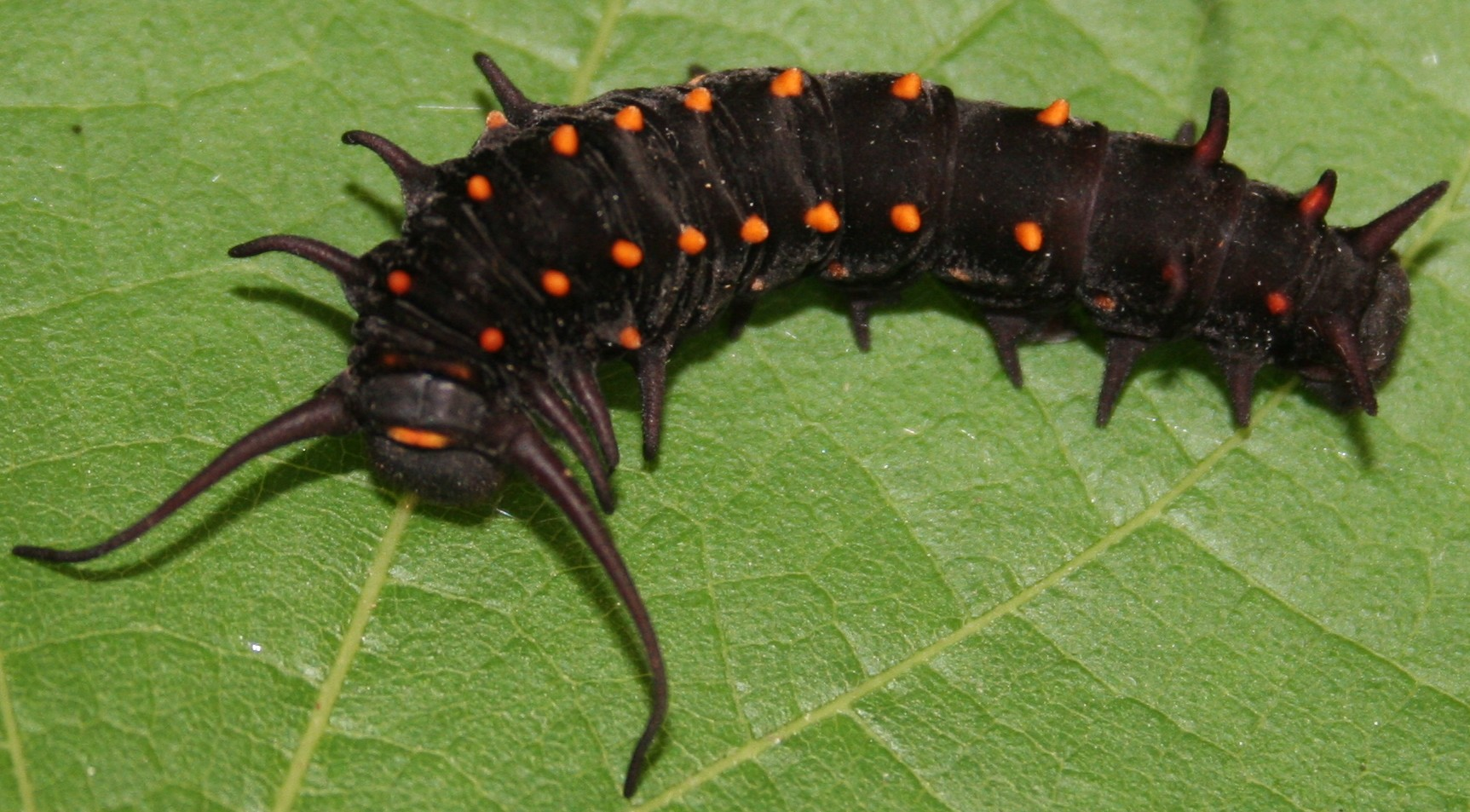
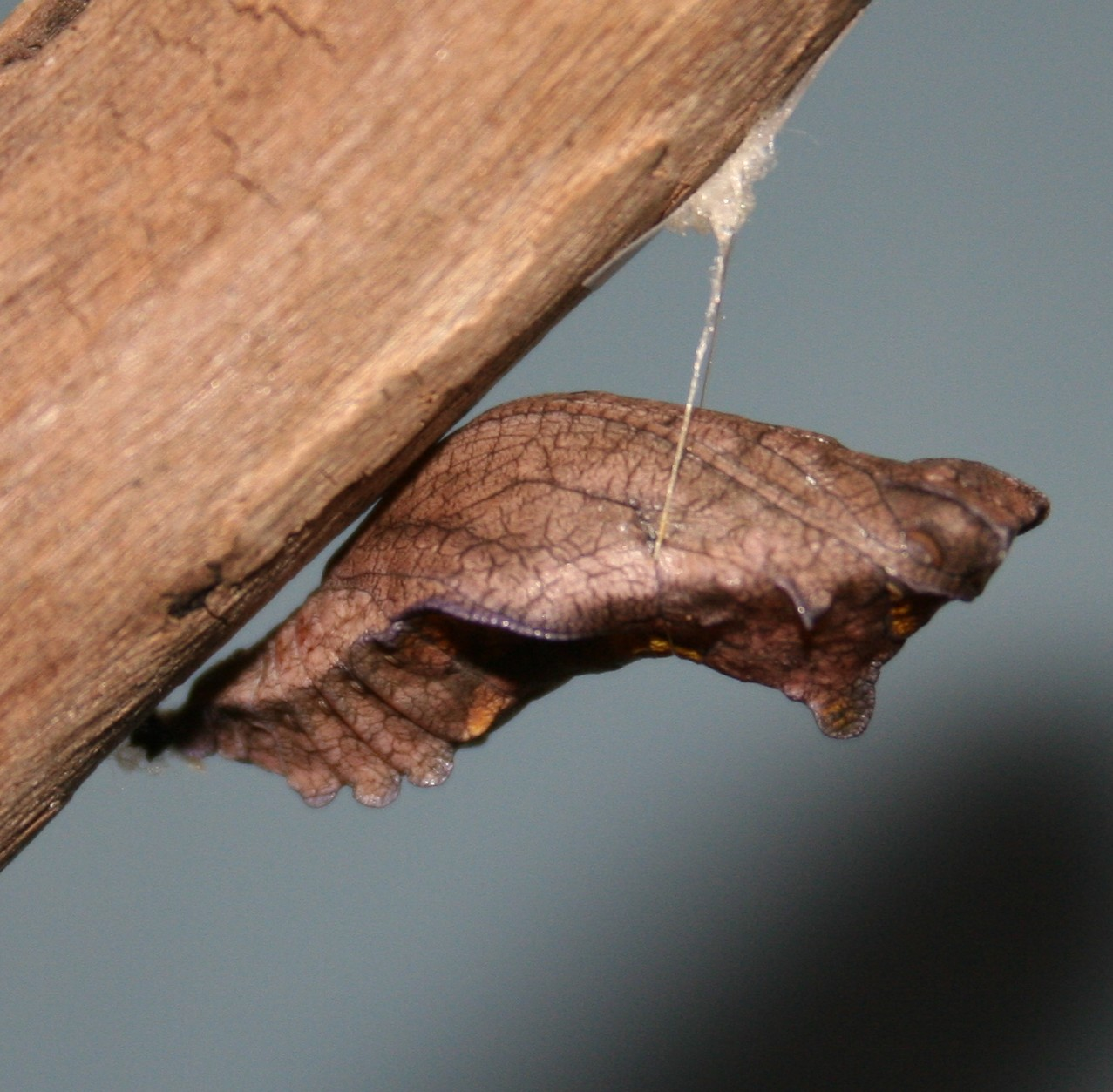
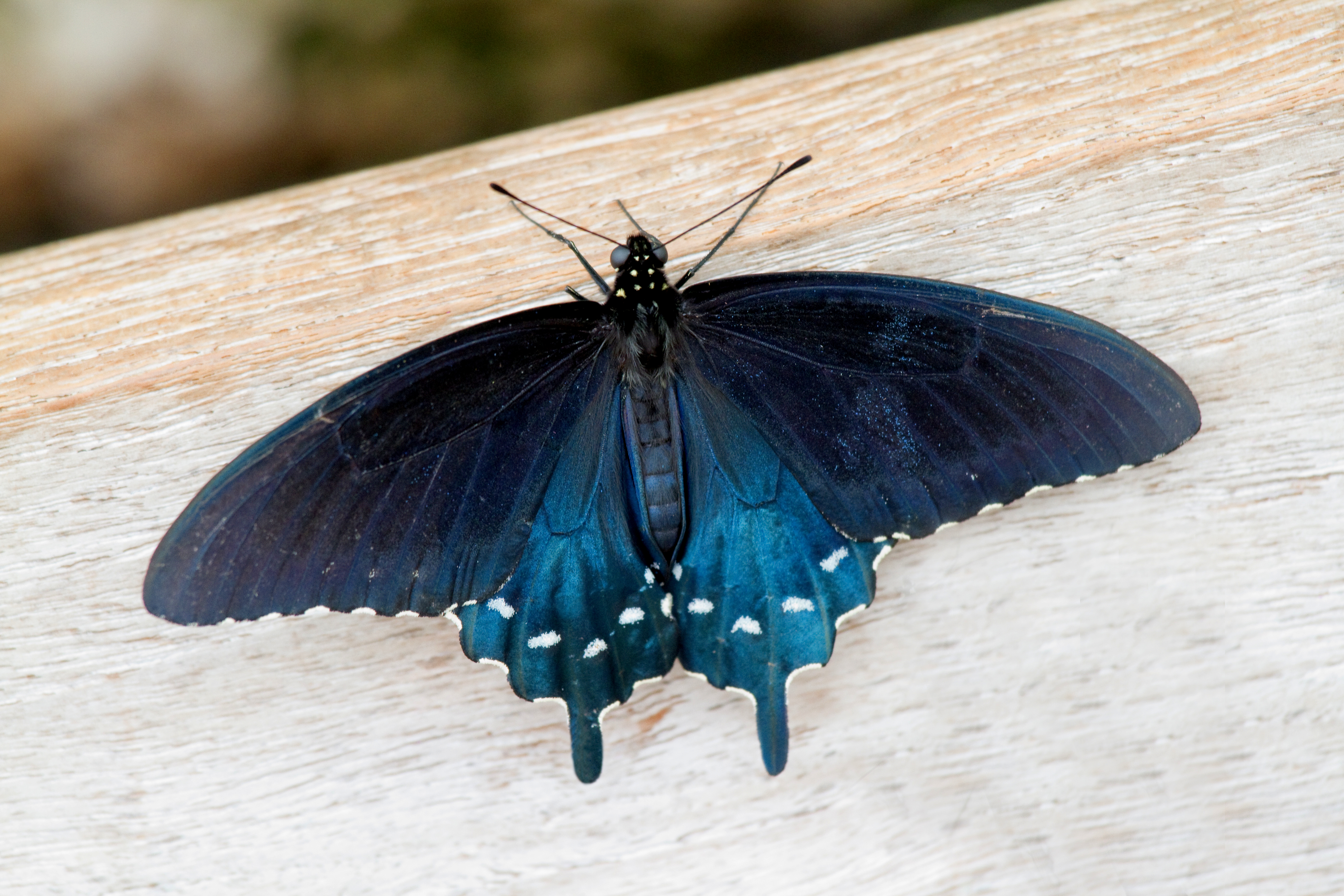
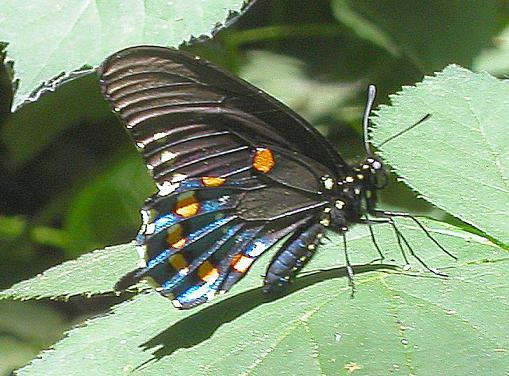
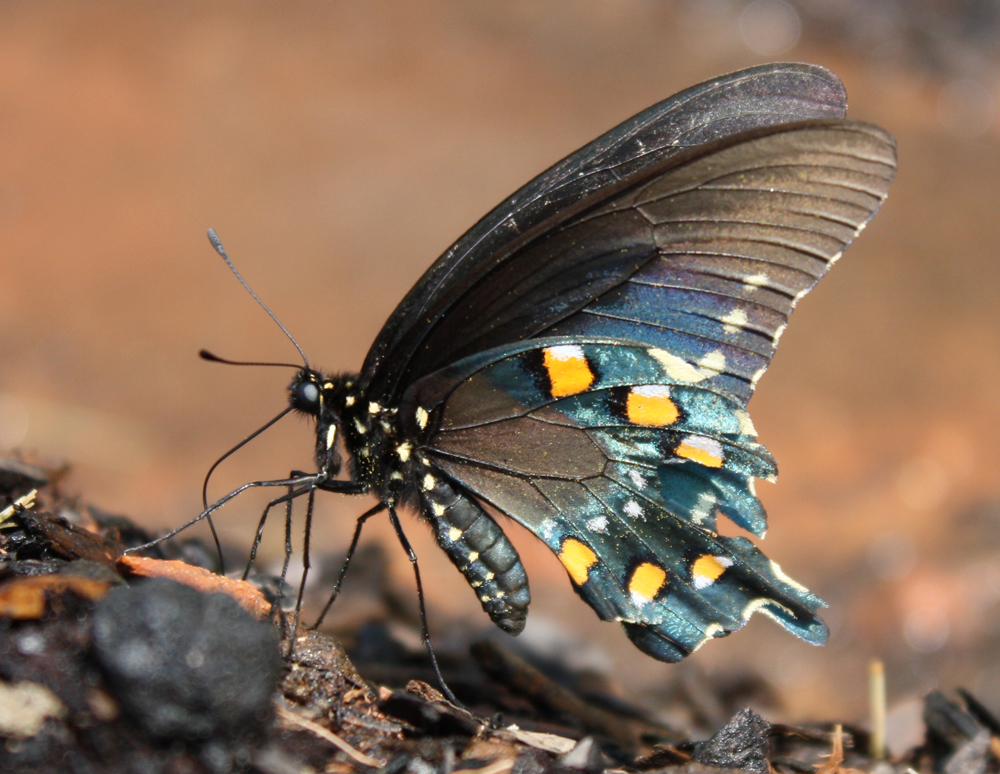
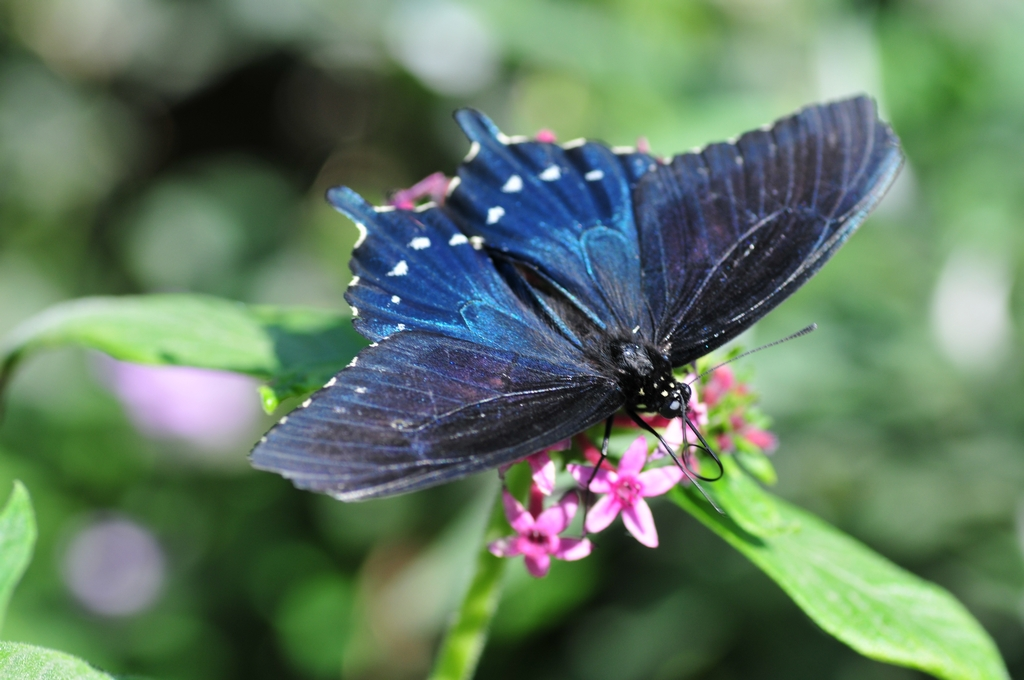